# Вулиця Залізнична (Броди)
Ву́лиця За́лізнична — одна з найдовших вулиць міста Броди, Львівської області. Починається від стику площі Ринок та вулиці Стуса і прямує у бік міського залізничного вокзалу до площі Привокзальної, де закінчується символічною брамою міста та сполучається з вулицею Привокзальною, на своєму шляху утворюючи перехрестя з вулицями — Гончарською, Шевченка та Мазепи.
Прилучаються вулиці Весела, Пекарська, Джерельна, Ломана, Сизова, Балканська, Труша, Веста, Роздольського.

## Історія та назва

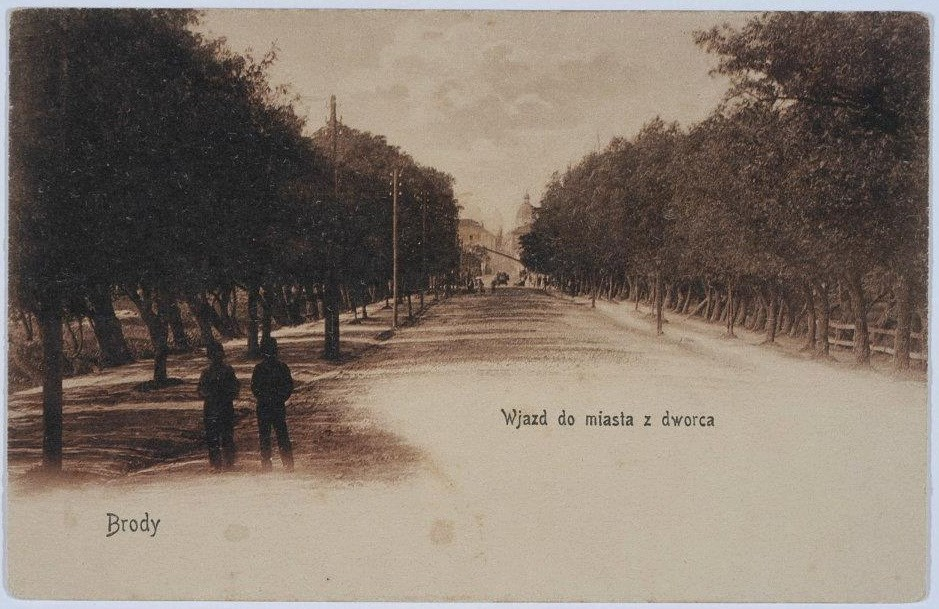
Залізнична вигляд на місто. Початок XX століття

Історично сучасна вулиця Залізнична складалася з кількох ділянок.
Перша ділянка — шлях від Ринку й до перехрестя сучасних вулиць Гончарської, Шевченка та Залізничної — вулиця Кляшторна, що утворилася там ще наприкінці XVII століття, а називалася так, через те, що проходила попід стінами так званого «Червоного кляштору», що знаходився на тому місці від 1674 року, а 1784 року був ліквідований. Монастиря вже не було, але вуличка зберігала свою назву ще тривалий час і лише у другій половині XIX століття вул. Кляшторна стала частиною вулиці Львівської, що тоді починалася від Ринку, повертала сучасною вул. Шевченка та нею прямувала до Львівської брами. 
Друга ділянка — шлях від перехрестя сучасних вулиць Гончарської, Шевченка та Залізничної до містка або ж до так званої «Бродівської рогатки» («Старої рогатки»), по якому наприкінці XVIII—XIX століття проходила межа міста. До 1920-х роках ця ділянка мала назву вулиця Постля, на честь Алоїза Постля фон Леопольдського, бурґомістра Бродів (1868—1871), під час правління якого до міста було прокладено залізничне сполучення та споруджено приміщення вокзалу. Пізніше перейменована на вулицю Колійову. 12—14 травня 1926 року під керівництвом Юзефа Пілсудського відбувся військовий переворот, в результаті якого до влади у Польській державі прийшли прибічники Пілсудського. В ознаменування цієї події близько 1930 року ділянку від Ринку до містка перейменовано на вулицю Пілсудського, на честь організатора цього перевороту — польського політичного і державного діяча, першого голови відродженої польської держави та засновника польської армії Юзефа Пілсудського і мала цю назву до початку Другої світової війни.
Третя й остання ділянка — шлях від міської рогатки й до будівлі вокзалу був споруджений наприкінці XIX століття у вигляді насипної греблі через болотисту місцевість. Ця ділянка від часу створення й до початку Другої світової війни мала назву вулиця Колійова, оскільки закінчувалася перед будівлею Бродівського вокзалу.
Близько 1945 року три вулиці — Львівську (частково), Пілсудського та Колійову було об'єднано в одну — вулицю Дзержинського, названу так на честь радянського політичного діяча, одного із засновників ВЧК та організаторів «червоного терору» Фелікса Дзержинського. Сучасну, історичну назву — вулиця Залізнична було повернено 1991 року рішенням VII сесії XXI демократичного скликання Бродівської міської ради.

## Забудова
Будівля Бродівського залізничного вокзалу, що в усі часи була й залишається головною спорудою вулиці, споруджена 1869 року і нині належить до площі Привокзальної, 1. На своїх початках, а це кінець XIX століття територія довкола вокзалу не була достатньо обжитою. З прибуттям до цієї місцевості, наприкінці XIX—початку XX століть, поселенців-колонізаторів з австрійських та німецьких земель, іншими словами «швабів», як їх називали місцеві мешканці, то розпочався стрімкий розвиток ряду промислових об’єктів у південній частині міста, зокрема завдяки близькому розташуванню Швабів до залізниці. У двоповерховій споруді вокзалу з критим пероном, у якій до початку першої світової війни містилися офіси цісарсько-королівських чиновників (адміністрація залізниці, митний, почтовий і телеграфічний уряди, представництво комісаріату поліції). Під час першої світової війни будівля вокзалу зазнала значних руйнувань, але у міжвоєнний період було проведено масштабну реконструкцію вокзалу. Наприкінці 1920-х років у приміщенні вокзалу містилася залізнична книгарня «Рух», телефонний пункт тощо. У вересні 1939 року та червні 1941 року вокзал був бомбардований німецькою авіацією, а під час бойових дій у березні-липні 1944 року споруда старого бродівського вокзалу була остаточно знищена. Вже по війні, 1954 року будівлю вокзалу було відбудовано на старому місці і у такому вигляді вона дійшла до наших днів. За радянських часів перед будівлею вокзалу знаходилися платформи автостанції «Броди». Наприкінці 2000-х років поряд з вокзалом — при сучасній вул. Привокзальній, 2, було споруджено комплекс будівель нової автостанції, яка тут функціонує й донині.
На вулиці також є багато будинків, які своєю оригінальністю привертають увагу не лише туристів, які прибувають через головну транспортну «браму» міста — бродівський вокзал, але й у корінних брідщан, які тут мешкають не одне століття. Серед них варто відзначити двоповерхову будівлю колишнього готелю «Ґранд», що знаходиться на розі сучасних вул. Залізничної, 17 та вул. Шевченка. Готель мав кутовий парадний вхід, над яким за Польщі містилося архітектурне зображення тодішнього гербу Бродів «Пиляви» та був розрахований на 18 місць. У 1920—1930-х роках власником готелю був єврей Макс Зальц. За радянських часів споруда не змінила свого профілю — тут містився готель «Колос». У наш час міститься готель «Центральний» (вхід з вул. Шевченка), а приміщення першого поверху (колишній кутовий парадний вхід готелю) нині займає офіс Бродівської філії ПАТ «Укрексімбанк».
Вздовж непарної частини вулиці, на ділянці від вокзалу до готелю «Центральний», збереглося декілька одноповерхових садиб, збудованих переважно у першій половині XX століття. Також, по обидва боки вулиці знаходиться багато будинків — представників давньої забудови однієї з найголовніших вулиць Бродів, що мають певну історико-культурну цінність. Так, зокрема, будинок на вул. Залізничній, 21, за радянських часів у ньому містився дитячий садок № 2 «Зірочка», де після проведеної на початку 2000-х років реконструкції будинку міститься Бродівське відділення Буської ОДПІ Головного управління ДФС у Львівській області. Варті уваги також «представники» забудови кінця XIX—початку XX століття — житлова кам'яниця (вул. Залізнична, 29), на першому поверсі якої 19 серпня 2016 року відкрився фірмовий магазин-салон «Viknar'off»; адміністративна будівля (вул. Залізнична, 32), де у 1945-1998 роках містився гуртожиток Бродівського педагогічного училища, а нині його займає Бродівська районна санітарно-епідеміологічна станція. Також сюди можна віднести й одноповерховий будинок з кутовим входом та аттиком при вул. Залізничній, 34, де нині містяться ветеринарна аптека (ріг сучасних вул. Залізничної та Труша) та Бродівський районний виробничий відділ Львівської регіональної філії «Центру державного земельного кадастру» (вхід з вул. Залізничної). Крім вище перерахованих підприємств і організацій тут також розташовані Бродівська райспоживспілка (вул. Залізнична, 40а), Бродівське районне міжгосподарське ВЕП по енергетиці «Агропроменерго» (вул. Залізнична, 42), комунальне підприємство «Броди» (вул. Залізнична, 44), а також багато інших підприємств та закладів торгівлі, громадського харчування та сфери обслуговування населення. На земельній ділянці при вул. Залізничній, 40 триває будівництво сучасного багатоквартирного житлового будинку з вбудованими приміщеннями нежитлового призначення та закритим подвір'ям з дитячим майданчиком, велодоріжками та паркінгом.

## Сакральна архітектура

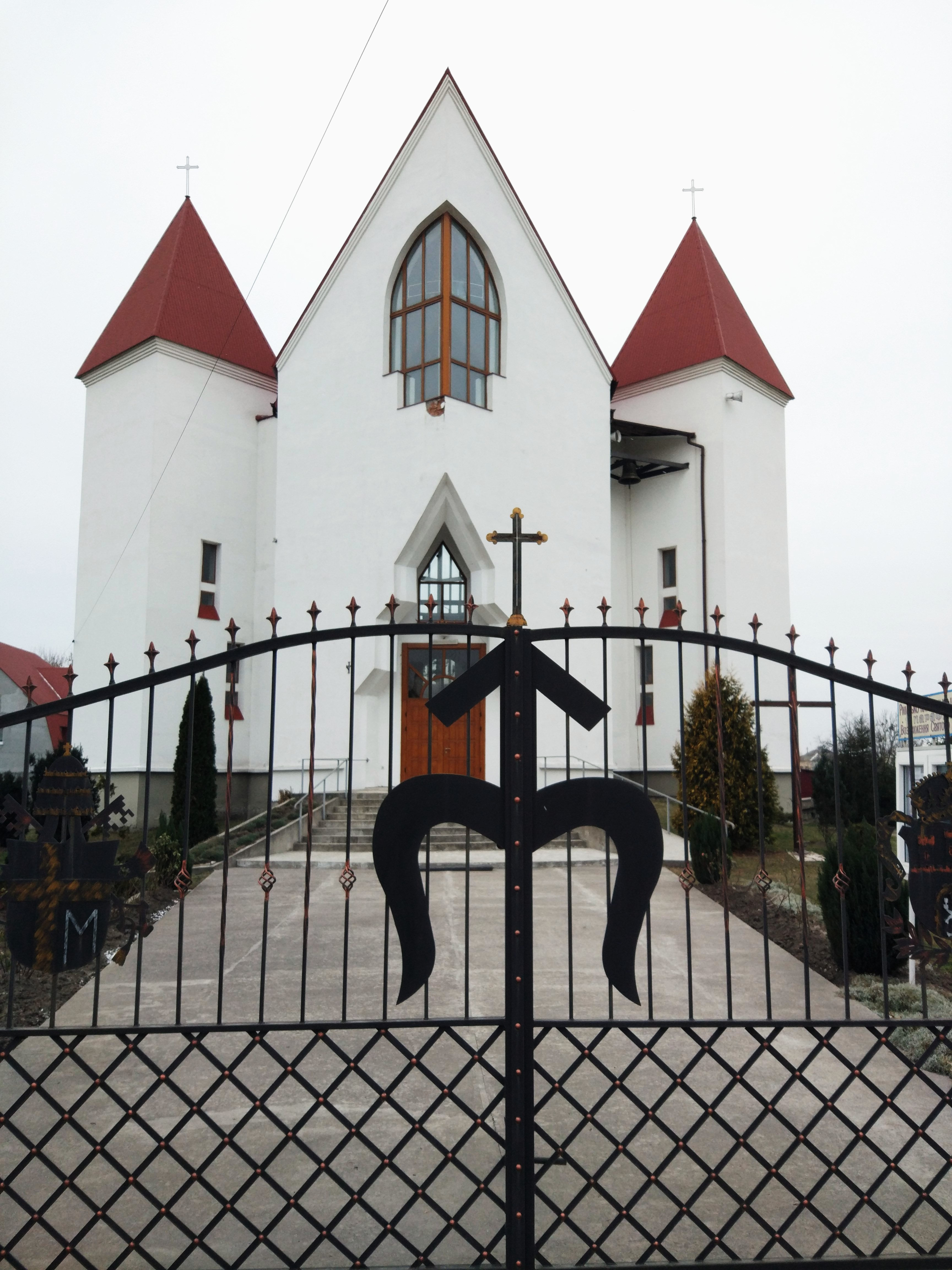
Костел Воздвиження Чесного Животворящого Хреста

- Червоний кляштор — комплекс будівель колишнього домініканського монастиря з костелом, що розташовувався у 1674—1784 роках південніше площі Ринок, поблизу перехрестя сучасних вулиць Залізничної, Гончарської, Шевченка. Під час касаційних реформ австрійського уряду кінця XVIII століття, а саме у 1784 році монастир було ліквідовано[2]. Про те, що тут колись розташовувався домініканський монастир ще до початку другої світової війни нагадувала назва невеличкої вулички Кляшторної, що проходила попід стінами колишнього кляштору, остаточно знищеного саме під час цієї війни. За радянських часів на місці монастиря спорудили будівлю «Універмагу» (вул. Залізнична, 6).
- Костел Воздвиження Хреста Господнього (вул. Залізнична, 46)[6]. Історія будівництва цього храму є дуже цікавою. Розпочалося усе 1989 року, коли місцевій римо-католицькій громаді було повернуто костел Воздвиження Чесного Животворящого Хреста, що знаходиться на сучасній вул. Стуса[7], але за три роки його віддали греко-католицькій громаді. Саме тоді було вирішено будувати новий мурований храм, але за частково зміненим проєктом архітектора Я. Столярова. 19 вересня 1999 року архієпископ-митрополит Львівський Мар'ян Яворський освятив місце під будову костелу, а 22 травня 2010 року архієпископ-митрополит Львівський Мечислав Мокшицький посвятив новозбудований храм[8]. 15 серпня 2014 року освячено пам'ятну таблицю, встановлену на фасаді костелу, на честь 22 полку уланів Підкарпатських, які мали постійне місце дислокації на Білих казармах у Бродах[9]. У серпні 2016 року на огорожі костелу подвір’я костелу встановлено польського срібного орла. Така ситуація викликала здивування у брідщан. Проте, настоятель польської релігійної громади у Бродах отець Анатолій Шпак у коментарі сказав, що сталося непорозуміння і орла буде знято, а на його місці обов’язково буде встановлено об'єднувальний атрибут для християн усіх конфесій — Господній Хрест[10].

## Галерея

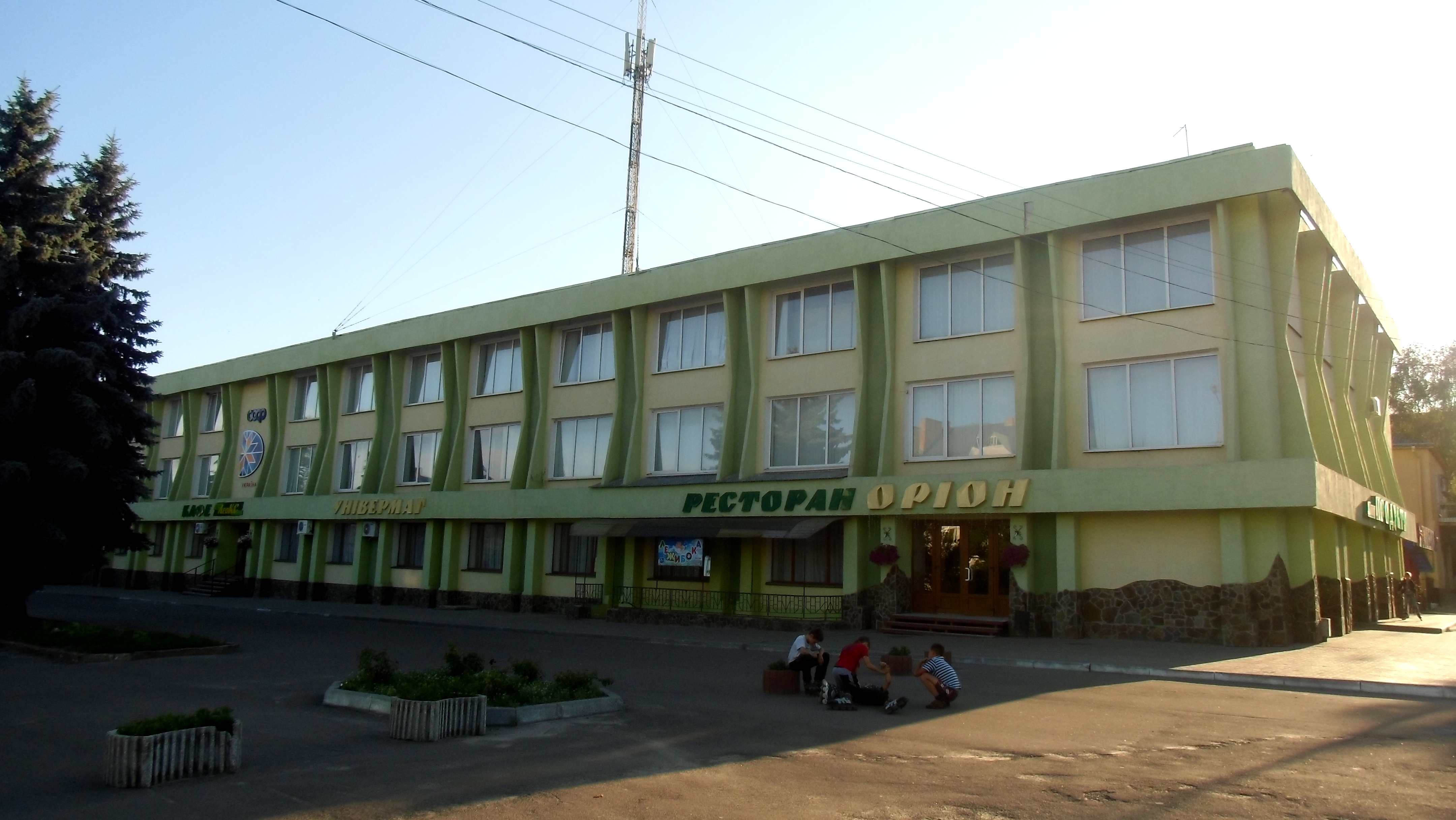
Універмаг (вул. Залізнична, 6)
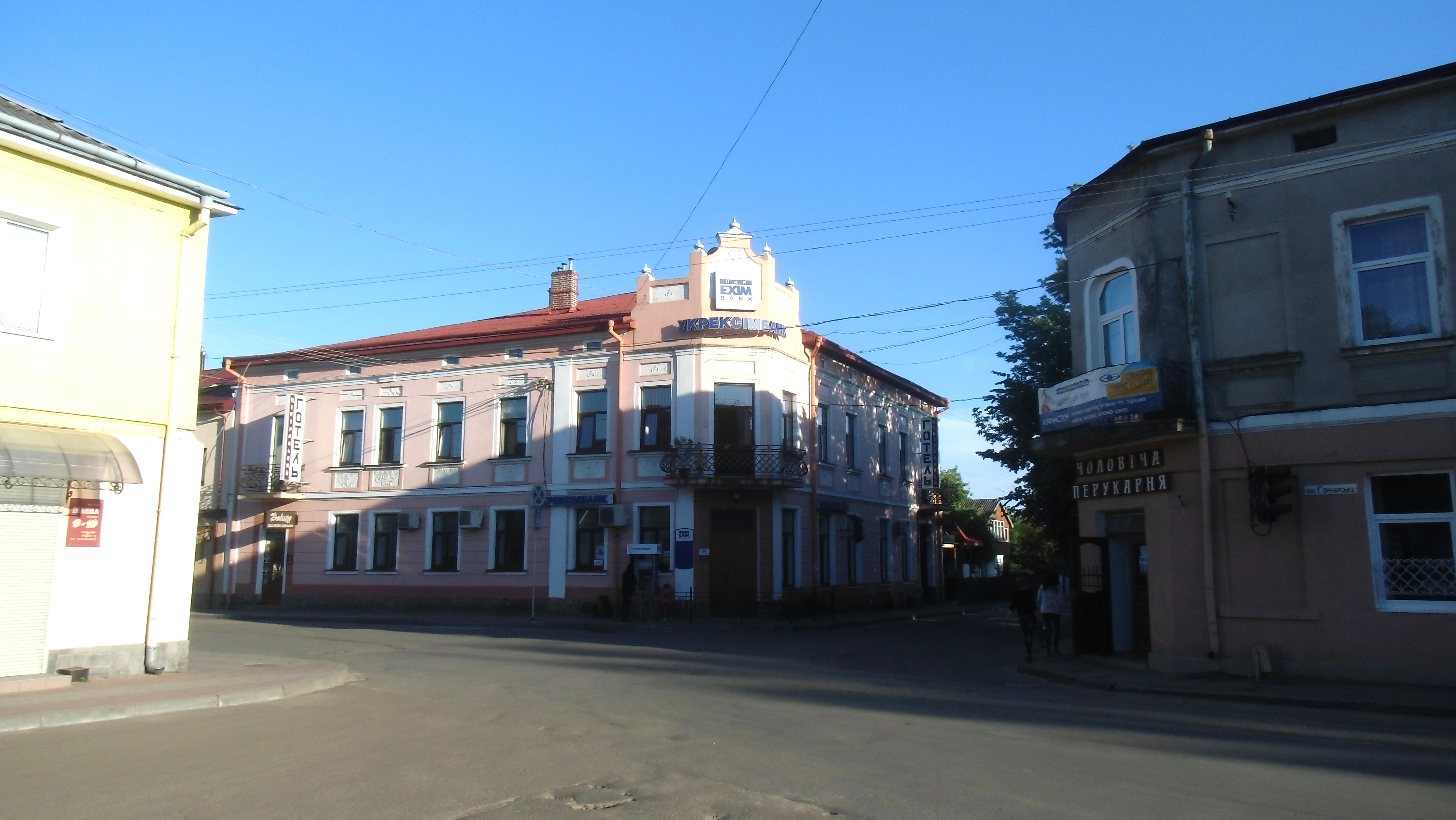
Будівля колишнього готелю «Ґранд» (ріг сучасних вул. Залізничної та Шевченка)
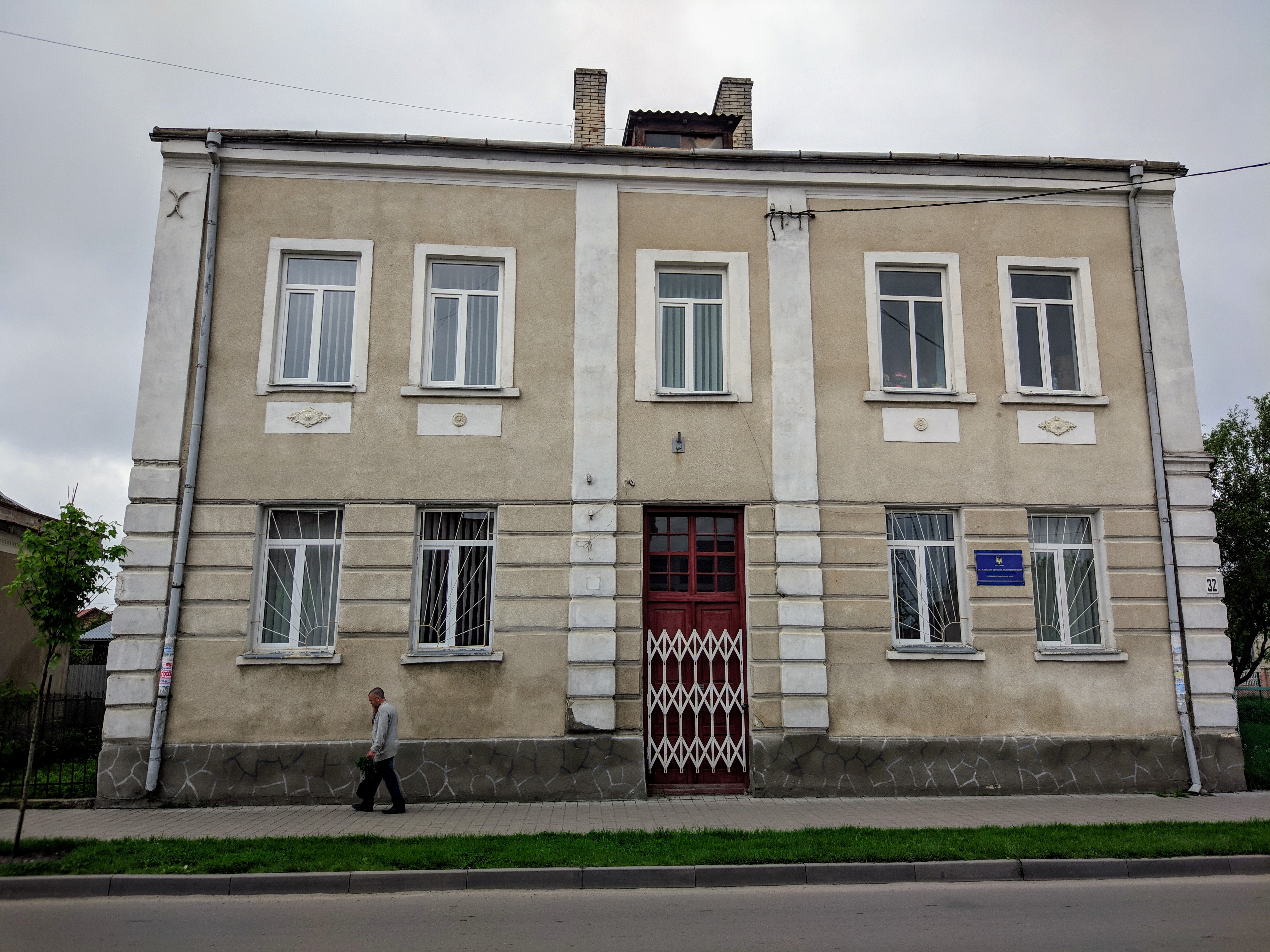
Адміністративна будівля (вул. Залізнична, 32)
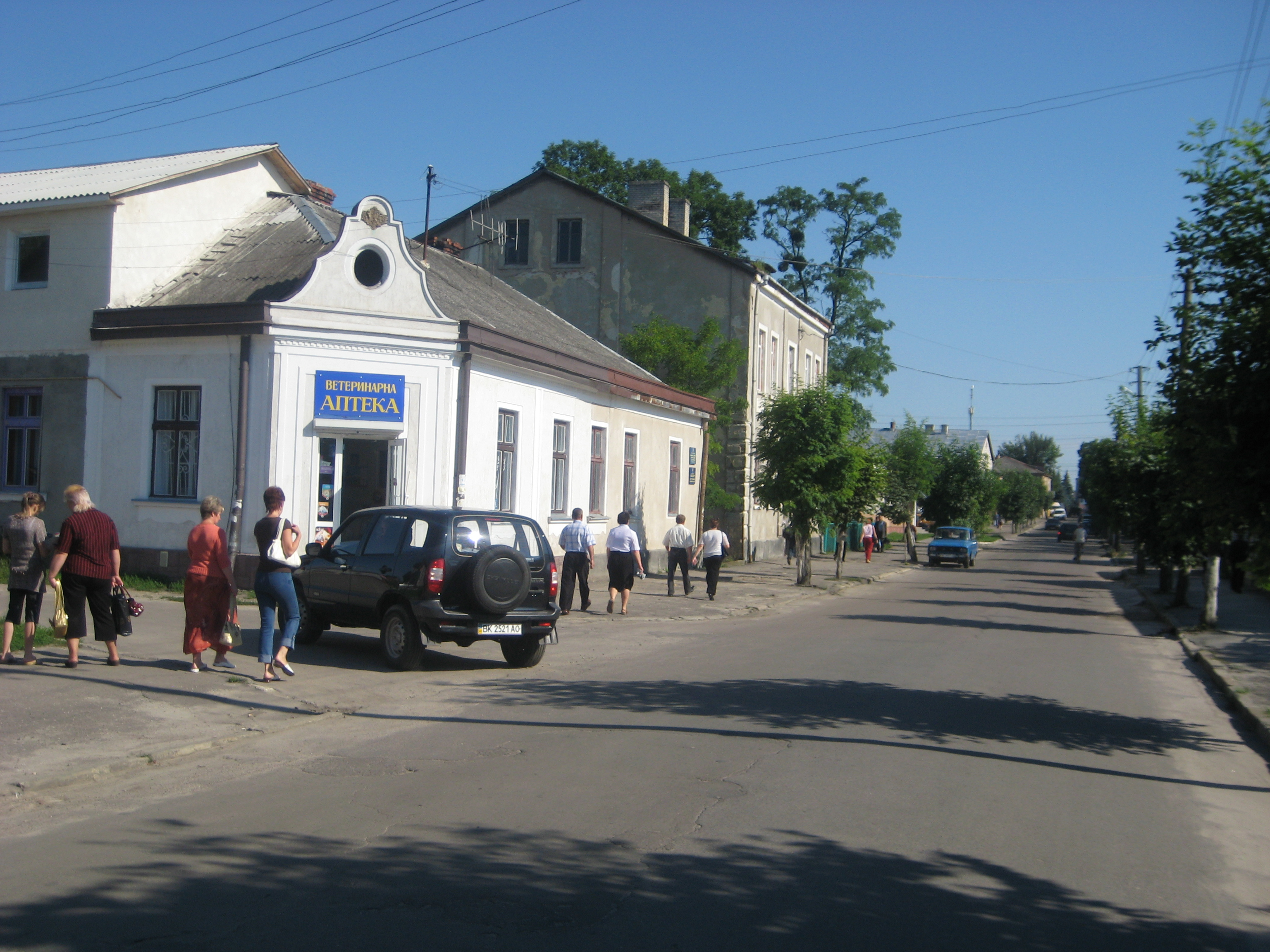
Ветеринарка аптека (вул. Залізнична, 34)
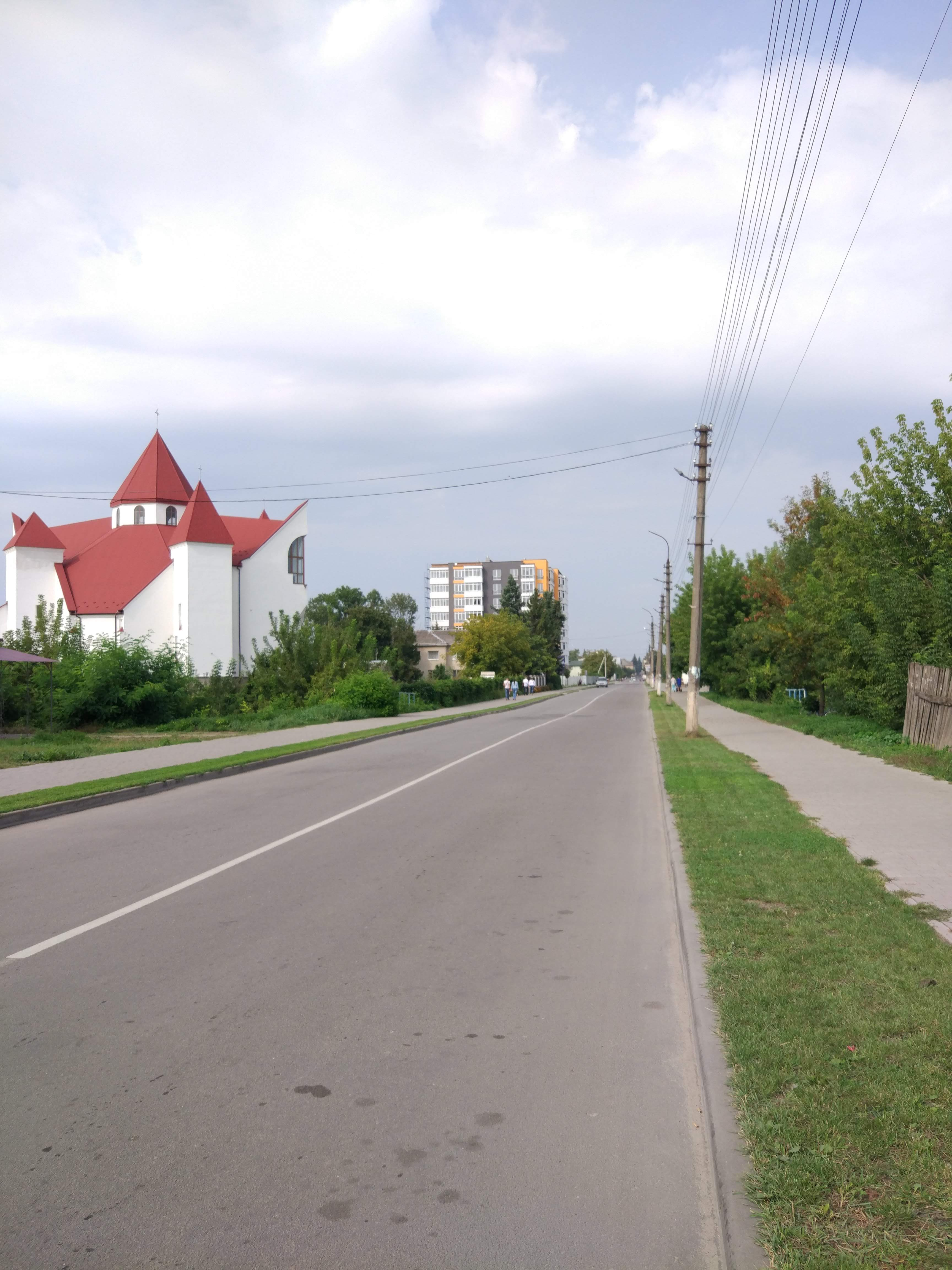
Перспектива вул. Залізничної
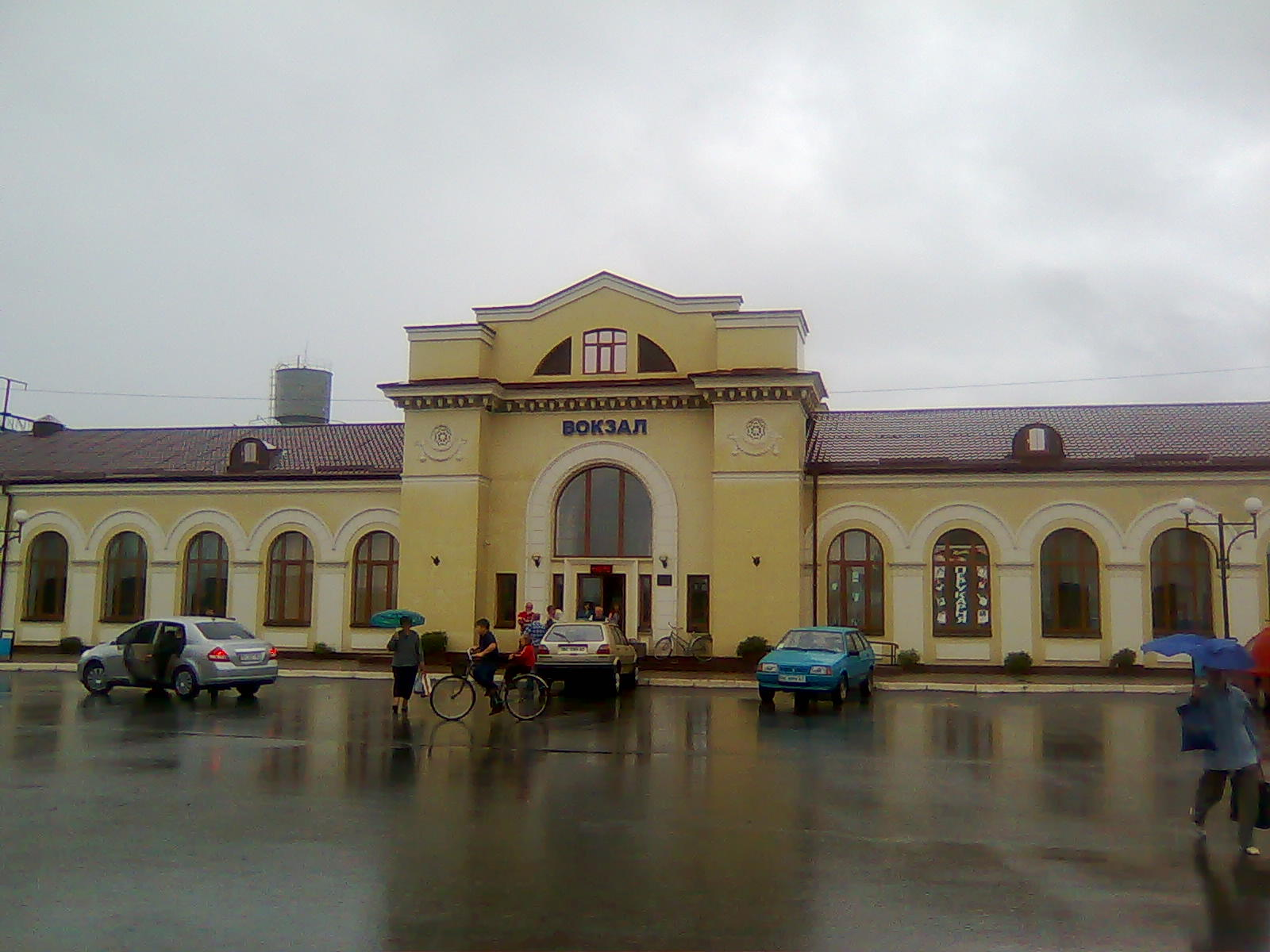
Будівля Бродівського залізничного вокзалу